# Université à Paris
Paris présente l'une des plus fortes concentrations d'universités de France, avec une population étudiante de plus de 322 000 personnes.

## Universités actuelles

### Paris intra-muros

#### Publiques
| Université                                    | Autres appellations                    | Issue de                                                          | Issue de                        |
| --------------------------------------------- | -------------------------------------- | ----------------------------------------------------------------- | ------------------------------- |
| Université Panthéon-Sorbonne (1971-)          | Paris-I, Sorbonne                      | Université de Paris (1896-1970)                                   | Université de Paris (1896-1970) |
| Université Panthéon-Assas (1971-)             | Paris-II, Assas                        | Université de Paris (1896-1970)                                   | Université de Paris (1896-1970) |
| Université Sorbonne-Nouvelle (1971-)          | Paris-III                              | Université de Paris (1896-1970)                                   | Université de Paris (1896-1970) |
| Sorbonne Université (2018-)                   | Paris-IV, Paris-VI, Sorbonne           | Université Paris-Sorbonne (1971-2018)                             | Université de Paris (1896-1970) |
| Sorbonne Université (2018-)                   | Paris-IV, Paris-VI, Sorbonne           | Université Pierre-et-Marie-Curie (1971-2018)                      | Université de Paris (1896-1970) |
| Université Paris-Cité (2019-)                 | Paris-V, Paris-VII, Descartes, Diderot | Université Paris-Descartes (1971-2019)                            | Université de Paris (1896-1970) |
| Université Paris-Cité (2019-)                 | Paris-V, Paris-VII, Descartes, Diderot | Université Paris-Diderot (1971-2019)                              | Université de Paris (1896-1970) |
| Université Paris Sciences et Lettres (2019-)  | Paris-IX, PSL, Dauphine                | Université Paris-Dauphine (intégrée) (1968-2019)                  | Université de Paris (1896-1970) |
| Institut d’études politiques de Paris (1945-) | Sciences Po                            | Institut d'études politiques de l'Université de Paris (1945-1969) | Université de Paris (1896-1970) |

#### Privées
- Institut catholique de Paris, créée en 1875, serait issue de la faculté de théologie catholique de l'ancienne université de Paris ;
- American University of Paris, créée en 1962 ;
- University of London Institute in Paris, créée en 1894, est un collège délocalisé de l'université de Londres.

### Unité urbaine de Paris
| Université                                                   | Autres appellations      | Issues de                                                                    | Issues de                                                        |
| ------------------------------------------------------------ | ------------------------ | ---------------------------------------------------------------------------- | ---------------------------------------------------------------- |
| Université Paris-VIII-Vincennes-Saint-Denis (1980-)          | Paris-VIII               | Université de Vincennes (1970-1980)                                          | Université de Paris (1896-1970)                                  |
| Université Paris-Saclay (2019-)                              | Saclay, Paris-XI         | Université Paris-Sud (1970-2019)                                             | Université de Paris (1896-1970)                                  |
| Université Paris-Nanterre (1970-)                            | Paris-X, Paris-Ouest     | Université de Paris (1896-1970)                                              | Université de Paris (1896-1970)                                  |
| Université Paris-Est-Créteil-Val-de-Marne (1970)             | UPEC, Paris-XII          | Université de Paris (1896-1970)                                              | Université de Paris (1896-1970)                                  |
| Université Sorbonne-Paris-Nord (1970-)                       | Paris-XIII, Villetaneuse | Université de Paris (1896-1970)                                              | Université de Paris (1896-1970)                                  |
| Université de Versailles – Saint-Quentin-en-Yvelines (1991-) | UVSQ                     | Université Pierre-et-Marie-Curie (site délocalisé de Versailles)             | Université Pierre-et-Marie-Curie (site délocalisé de Versailles) |
| Université de Versailles – Saint-Quentin-en-Yvelines (1991-) | UVSQ                     | Université Paris-Nanterre (site délocalisé de Guyancourt)                    |                                                                  |
| Université Gustave-Eiffel (2020-)                            | UPEM                     | Université Paris-Est-Marne-la-Vallée (1991-2020)                             | Université Paris-Diderot (site délocalisé)                       |
| CY Cergy Paris Université (2020-)                            | CY                       | Université de Cergy-Pontoise (1991-2020)                                     | Université Paris-Nanterre (site délocalisé)                      |
| CY Cergy Paris Université (2020-)                            | CY                       | École internationale des sciences du traitement de l'information (1983-2020) |                                                                  |
| Université d'Évry-Val-d'Essonne (1991-)                      | UEVE                     | N/A                                                                          | N/A                                                              |

## Universités disparues
- Ancienne université de Paris, créée au XIIe siècle et supprimée en 1793 ;
- Université de Paris, reconstituée en 1896 comme groupement des facultés parisiennes restaurées depuis 1806, scindée en 1970 en 13 universités indépendantes ;
- Université Paris-Sorbonne (Paris-IV), créée en 1970 par scission de l'université de Paris, devenue en 2018 la faculté des lettres de Sorbonne Université ;
- Université Paris-Descartes (Paris-V), créée en 1970 par scission de l'université de Paris, intégrée en 2020 dans l'université Paris-Cité ;
- Université Pierre-et-Marie-Curie (Paris-VI), créée en 1970 par scission de l'université de Paris, ayant donné naissance en 2018 à la faculté des sciences et ingénierie et à la faculté de médecine de Sorbonne Université ;
- Université Paris-Diderot (Paris-VII), créée en 1970 par scission de l'université de Paris, intégrée en 2020 dans l'université Paris-Cité ;
- Université Paris-Sud (Paris-XI), intégrée en 2020 dans l'université Paris-Saclay ;
- Université Paris-Est-Marne-la-Vallée, créée en 1991 à partir d'une antenne de l'université Paris-VII, intégrée depuis 2020 dans l'université Gustave-Eiffel ;
- Université Paris-Seine, intégrée depuis 2020 dans CY Cergy Paris Université.